# أنسخديه
أنسخديه Enschede  هي بلدية ومدينة بمقاطعة أوفرآيسل شرق هولندا.
أنسخديه معروفة جيداً لفريق كرة القدم المحلي نادي تفينتي المنافس في الدوري الهولندي.

## المدن المتوأمة
- بالو ألتو، الولايات المتحدة، منذ 1980
- داليان، جمهورية الصين الشعبية، منذ 2009

## أعلام
- ساندر ويسترفيلد
- ديرز فان دير لوف
- كريم الأحمدي
- ريمكو باسفير
- جوستين هوغما
- تيارون شيري

## وصلات خارجية
- الموقع الرسمي
- معلومات سياحة